# HPA Logistics
HPA Logistics SRL este o companie de transporturi rutiere de mărfuri generale si ADR.
Compania a fost înființată in anul 2021 de către Hojda Paul Andrei, acesta fiind asociat unic al companiei.
In prezent compania furnizează soluții de transport prin flota proprie si subcontractori. Aceștia oferă soluții de depozitare si logistica pe teritoriul Uniunii Europene si Marea Britanie. 
Site-ul companiei este www.hpalogistics.ro, unde se regăsesc toate informațiile necesare privind serviciile oferite si date de contact.
1. ↑  „HPA LOGISTICS SRL din Zalau Str. Bujorilor 1C, CUI 45311040”. www.listafirme.ro. Accesat în 20 august 2025.
2. ↑  „Despre”. HPA Logistics. Accesat în 20 august 2025.
3. ↑  „HPA Logistics SRL”. HPA Logistics. Accesat în 20 august 2025.